# Dídac Vilà
Dídac Vilà Rosselló (n. 9 iunie 1989, Mataró, Spania) este un fotbalist spaniol liber de contract, care joacă pe post de fundaș lateral. Pe plan internațional, are prezențe la națională pentru Spania U-19⁠(d), Spania U-20⁠(d), Spania U-21, Spania U23⁠(d) și Spania U-21.